# Richard Michael Daley

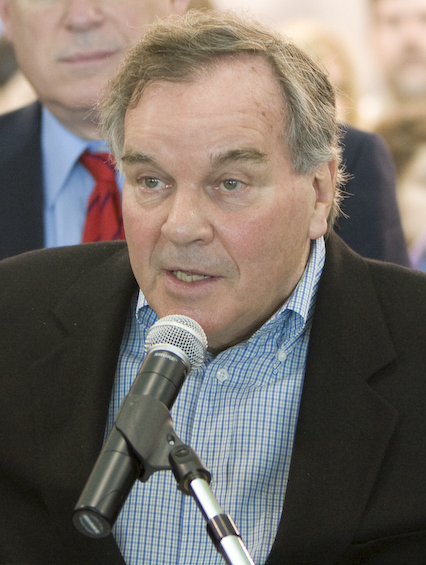
Richard Michael Daley in 2007

Richard Michael Daley (Chicago, 24 april 1942) is een Amerikaanse politicus en lid van de nationale en lokale Democratische Partij. Hij was de burgemeester van Chicago van 1989 tot 2011. Hij is de oudste zoon van Richard Joseph Daley, eveneens burgemeester van Chicago (1955-1976) en Eleanor Daley. Hij studeerde af van het De La Salle Institute en studeerde aan de DePaul University. Van 1972 tot 1980 was Daley lid van de Senaat van Illinois. Hij was van 1996 tot 1997 het hoofd van de United States Conference of Mayors. In 2010 maakte hij bekend zich niet opnieuw kandidaat te stellen als burgemeester.
Hij is de oudere broer van William Daley die minister van Economische Zaken was onder president Bill Clinton van 1997 tot 2000 en van 2011 tot 2012 de stafchef van het Witte Huis was van president Barack Obama